# Етруська абетка
Етру́ська абетка — набір символів письма етруської мови, мови етрусків. Споріднений до грецької і ранньої латинської абетки.
Належить до італійських абеток.
Найбільш відомі пам'ятки етруської писемності — надгробки та гончарні вироби. Нині відомо близько дев'яти тисяч надписів, зроблених з використанням етруської абетки на надгробках, скульптурах, вазах, дзеркалах і коштовностях. Також були знайдені фрагменти полотняної етруської книги Liber Linteus.
Етруське письмо було незрозуміле вже римлянам, у яких було прислів'я «etruscum non legitur» («етруське не читається»).